# Пещалево
Пещалево (на македонска литературна норма: Пешталево) е село в община Долнени на Северна Македония.

## География
Разположено е в северната част на Прилепското поле на около 5 километра западно от общинския център Долнени.

## История
В XIX век Пещалево е част от Прилепска каза на Османската империя. В „Етнография на вилаетите Адрианопол, Монастир и Салоника“, издадена в Константинопол в 1878 година и отразяваща статистиката на населението от 1873 година Пещалево (Peschtalévo) е посочено като село с 53 домакинства и 136 жители мюсюлмани и 83 българи.
Според статистиката на Васил Кънчов („Македония. Етнография и статистика“) от 1900 година Пещалево е населявано от 320 жители българи мохамедани.
На Етнографската карта на Битолския вилает на Картографския институт в София от 1901 година Пищелево е чисто турско село в Прилепската каза на Битолския санджак с 50 къщи.
След Междусъюзническата война в 1913 година селото попада в Сърбия.
Според Димитър Гаджанов в 1916 година в Пещалево живеят 439 помаци.
На етническата си карта на Северозападна Македония в 1929 година Афанасий Селишчев отбелязва Пещалево като българско село.
В 1965 година е изградена църквата „Света Богородица“. Изписана е от Доне Донески.

## Личности
Родени в Пещалево
- Коле Пещелевец, деец на ВМОРО в Прилепско[7]
- Найдо Момиров - Пещалевец (? - 1904), войвода на ВМОРО
- Реджеп Абдулах, арестуван преди април 1904 година, обвинен в кражба на „няколко глави от добитъка, който се разпръснал от Крушево и от околните села по време на Крушевските събития“, осъден на 6 месеца затвор от Първостепенния наказателен отдел, лежал в Битолския затвор, амнистиран с общата амнистия от 12 април 1904 година[8]